# Tell as-Sawwan
Koordinaten: 34° 7′ 16″ N, 43° 54′ 18″ O
Tell as-Sawwan ist der moderne Name eines Ruinenhügels im nördlichen Irak (ca. 90 km nördlich von Bagdad). Hier grub der irakische Antikendienst von 1964 bis 1972 die Reste eines vorgeschichtlichen Dorfes aus, das in das siebente vorchristliche Jahrtausend datiert. Der Ort gilt als eines der wichtigsten Fundorte dieser Periode im Irak.
Der Ruinenhügel war etwa 230 × 110 m groß und liegt am Tigris. Es konnten sechs Schichten beobachtet werden. Die älteste Schicht (I) datiert um 6300 v. Chr. Es fanden sich einfache Lehmziegelbauten. Die ausgegrabene Keramik ist der Hassuna-Ware zuzuordnen. Aus dieser und der folgenden Schicht (II) stammen etwa 130 Gräber, die reiche Beigaben enthielten. Die Toten lagen in Hockstellung in den Gräbern. Als Beigaben fanden sich Statuetten aus Alabaster und Ton. Es gab Keramikgefäße und solche aus Alabaster. Es fanden sich Kupferobjekte, vor allem Perlen. Bei den Figuren handelt es sich oftmals um so genannte Muttergottheiten. Sie sind aus Alabaster gearbeitet. Die Augen sind in der Regel in Bitumen eingelegte Muscheln. Um den Hals tragen die Figuren eine Kette. Da sich im Ort auch unfertige Exemplare dieser Figuren fanden, wird angenommen, dass sie auch hier produziert wurden.
In Schicht III (ca. 6100 v. Chr.) hatte die Siedlung eine Mauer. Es fanden sich mehrräumige, T-förmige Häuser und Vorratsräume. Als Keramik kommt jetzt und in den folgenden Schichten die bemalte Samarra-Ware auf.
Die folgenden Schichten waren nur schlecht erhalten und größtenteils der Erosion zum Opfer gefallen.

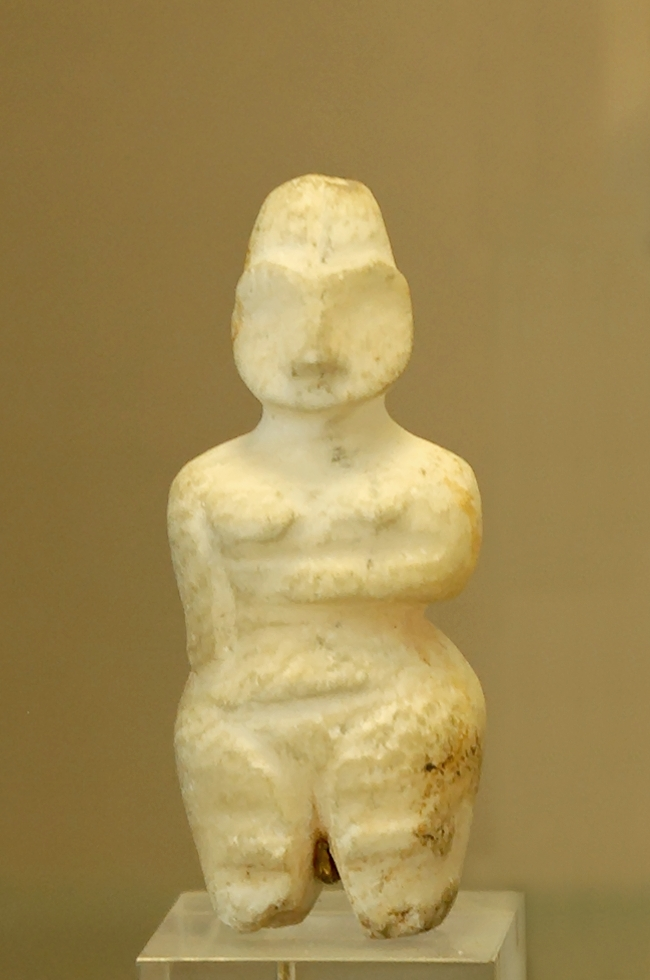
Weibliche Figurine (Louvre Museum)
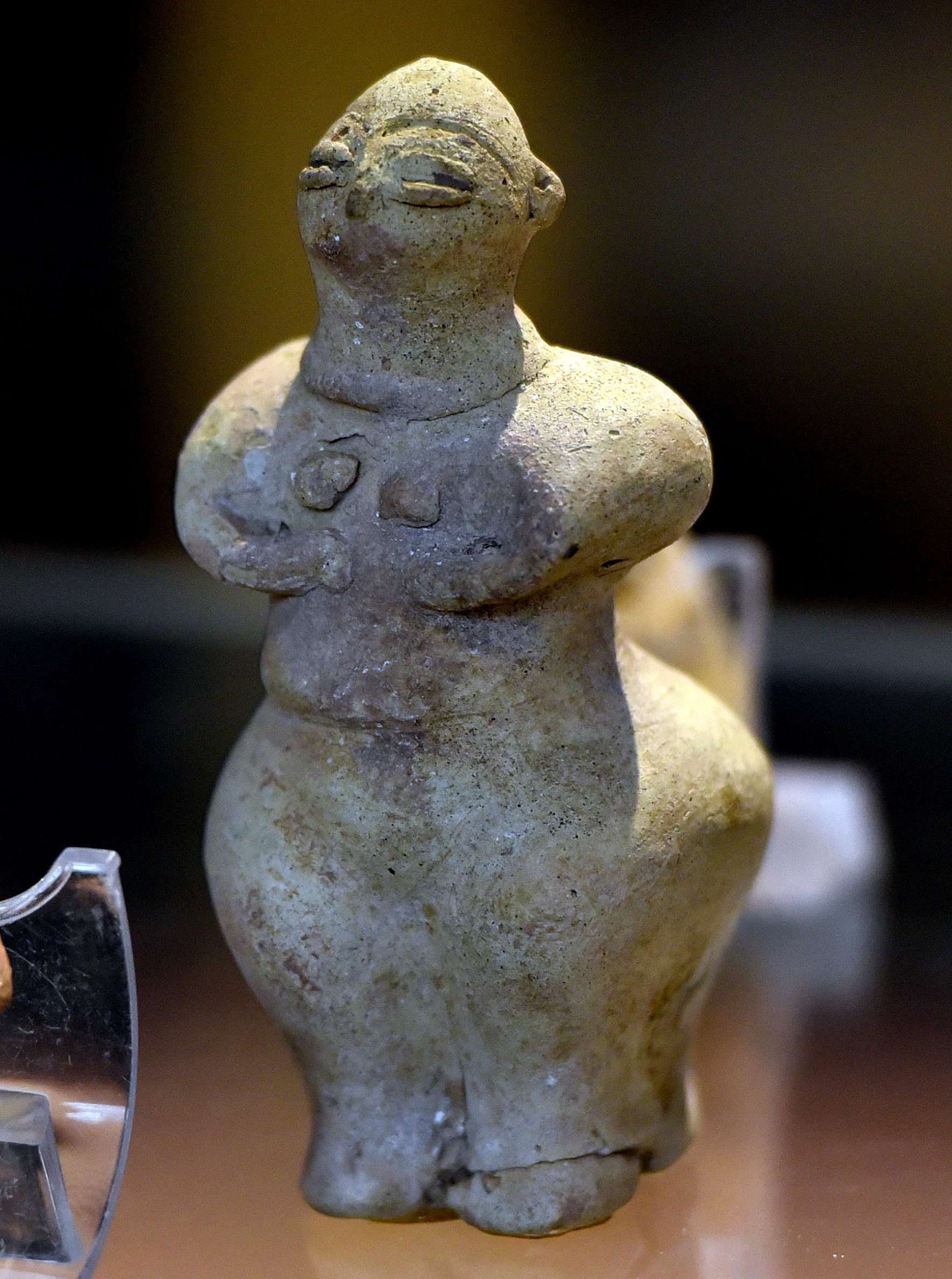
Muttergottheit (6000-5800 BCE, Irakisches Nationalmuseum)
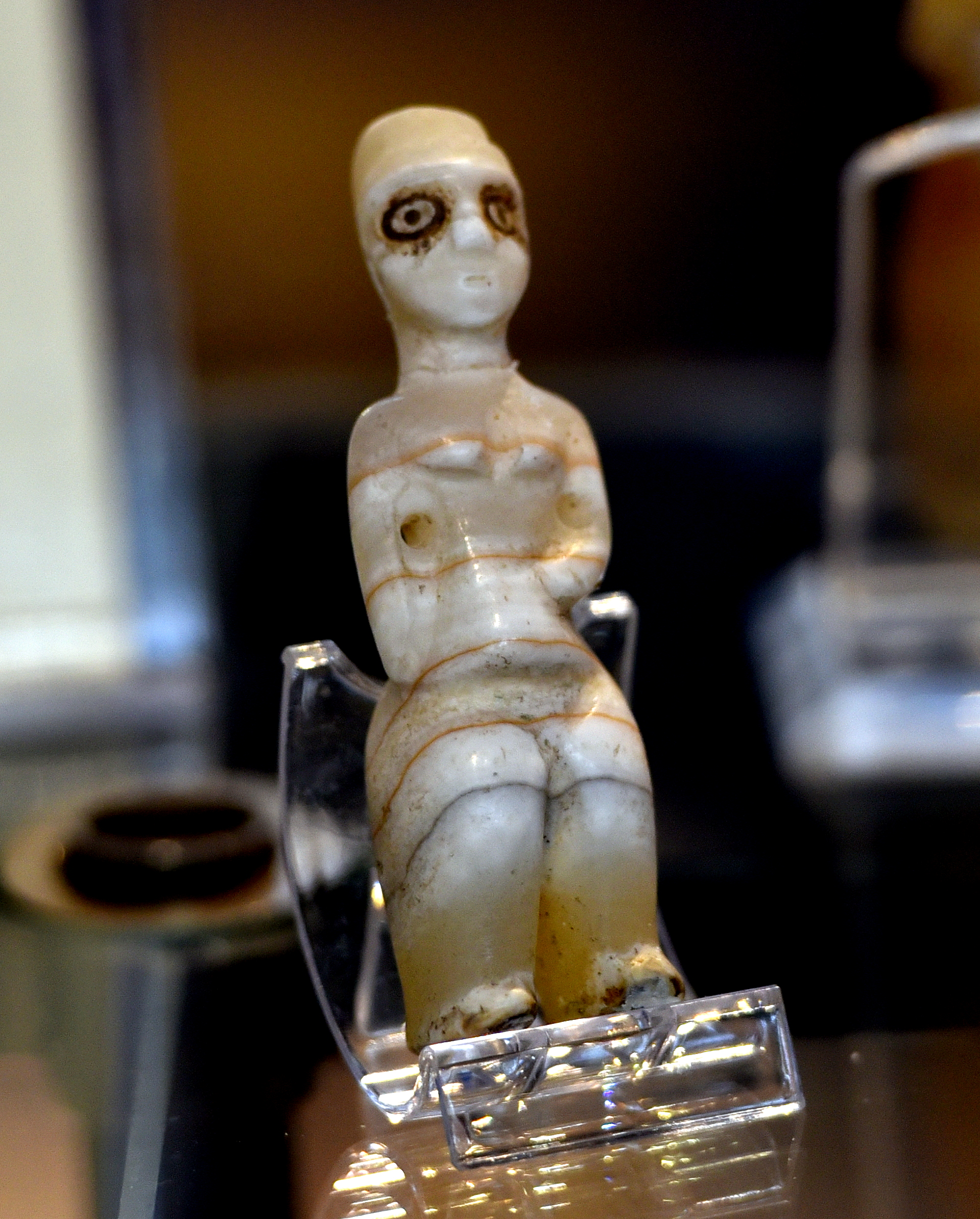
Muttergottheit (6000-5800 BCE, Irakisches Nationalmuseum)
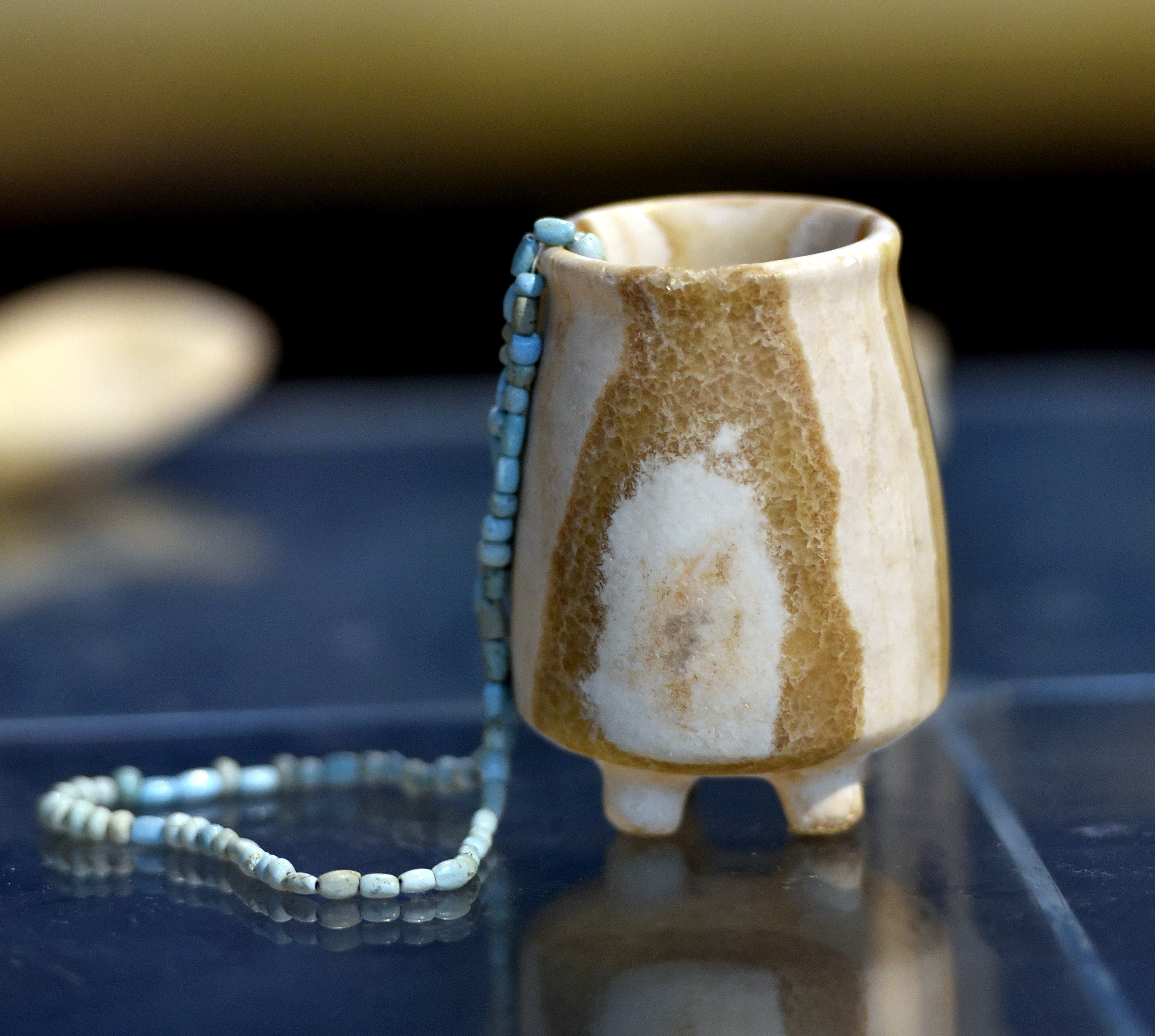
Alabastergefäß mit Halskette (6000-5800 BCE, Irakisches Nationalmuseum)
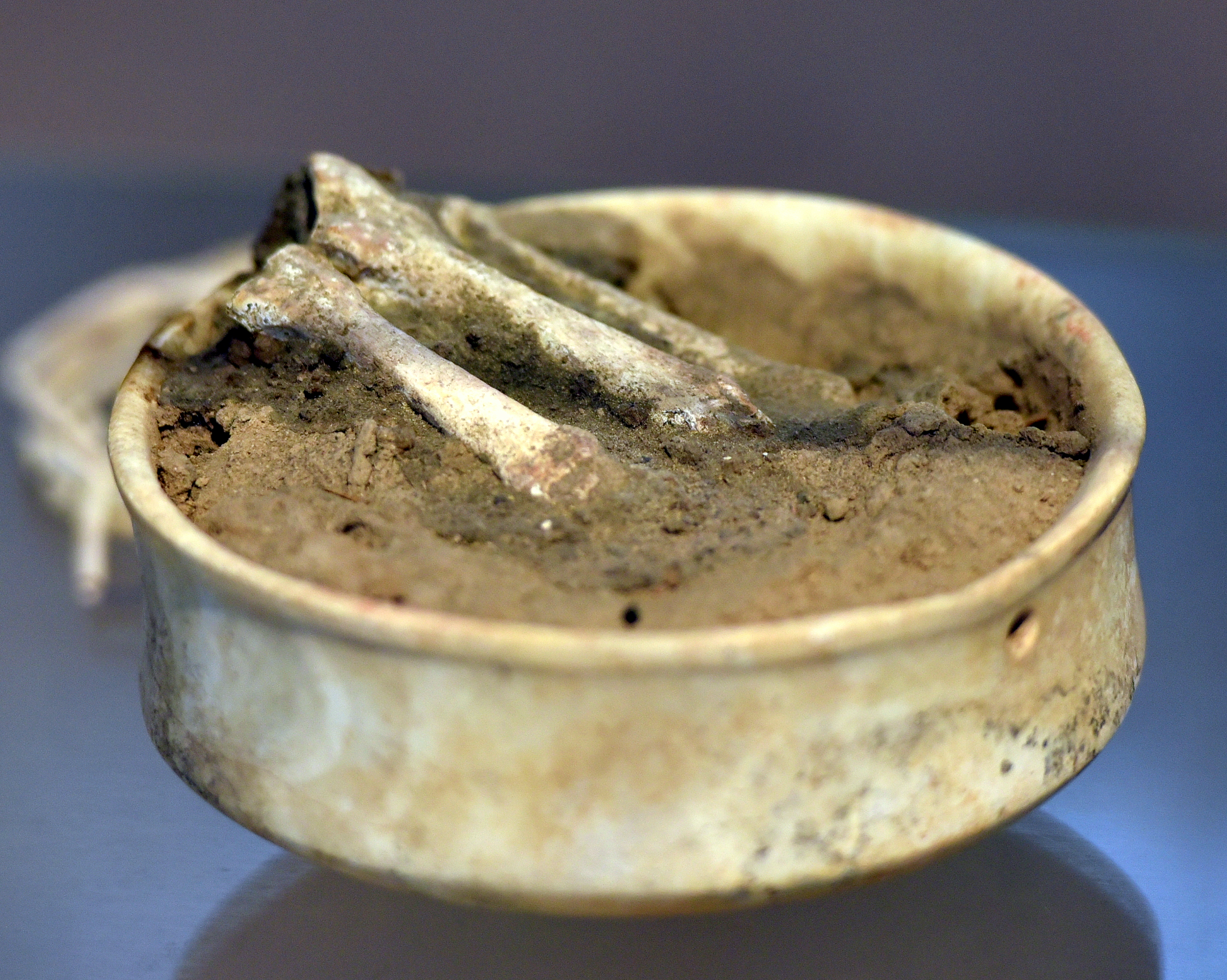
Schale mit menschlichen Knochen (6000-5800 BCE, Irakisches Nationalmuseum)